# Pierre-André Wiltzer
Pour les articles homonymes, voir Wiltzer.
Pierre-André Wiltzer, né le 31 octobre 1940 à Agen, est un homme politique français. Membre de l’Union pour la démocratie française puis de l’Union pour un mouvement populaire, il est ministre de la Coopération, député de la quatrième circonscription de l'Essonne, conseiller régional d’Île-de-France et maire de Longjumeau.

## Biographie

### Origines et vie familiale
Pierre-André Wiltzer est né le 31 octobre 1940 à Agen en Lot-et-Garonne. Il est le fils de Pierre-Marcel Wiltzer, préfet de région et président-fondateur du Mémorial des enfants d'Izieu de 1988 à 1995 et le neveu d’Alex Wiltzer, député de la Moselle de 1932 à 1942, l’un des parlementaires qui s’embarquent sur le Massilia pour gagner l’Afrique du Nord.[réf. souhaitée]

### Études et formation
Pierre-André Wiltzer suit les cours de l’Institut d'études politiques de Paris et de l’École nationale d’administration et est diplômé de la promotion Marcel Proust en 1967.

### Carrière professionnelle
Pierre-André Wiltzer fait une carrière de haut fonctionnaire, chef de cabinet du directeur des TOM en 1967, chargé de mission au cabinet du ministre de l’Intérieur Christian Fouchet, collaborateur de Joël Le Theule, secrétaire d'État à l’Information de 1968 à 1969, collaborateur du Premier ministre Jacques Chaban-Delmas de 1969 à 1972, secrétaire général adjoint de la préfecture de la Gironde de 1972 à 1975, sous-préfet de Dreux de 1975 à 1976, chef de cabinet et conseiller politique du Premier ministre Raymond Barre de 1976 à 1981, il fut nommé maître des requêtes au Conseil d'État en 1981. 
En 2004 il y revient avec le grade de conseiller d’État et est nommé ambassadeur en mission, Haut représentant pour la Sécurité et la prévention des conflits (ce qui permet à sa suppléante Nathalie Kosciusko-Morizet de continuer à siéger comme députée), jusqu’au 13 juin 2007. À partir de 2005, il conserve ses activités de conseiller d’État en surnombre malgré la limite d’âge. Le 13 avril 2007 il est nommé président de l’Agence française de développement,, laissant sa circonscription à Nathalie Kosciusko-Morizet.

### Carrière politique
Pierre-André Wiltzer entame sa carrière politique en étant élu député de l’Essonne sur la liste de l’Union pour la démocratie française. Il est réélu lors de l’élection de 1988 dans la quatrième circonscription de l'Essonne, élu conseiller régional d’Île-de-France en 1992 sur la liste du Rassemblement pour la République obtenant 32,45 % des voix, réélu député en 1993 avec 59,39 % des voix, élu conseiller municipal d’opposition à Longjumeau en 1995, réélu député en 1997 avec 52,14 % des voix, réélu conseiller régional en 1998 sur la liste de l’UDF obtenant 26,04 % des voix, élu maire de Longjumeau en 2001 avec 50,45 % des voix, et enfin réélu député de la quatrième circonscription de l’Essonne en 2002 avec 55,97 % des voix. Il acheva sa carrière politique en étant nommé ministre délégué à la Coopération et de la Francophonie au sein du second gouvernement de Jean-Pierre Raffarin.

## Décorations et récompenses
Pierre-André Wiltzer est élevé le 13 juillet 2004 au grade de Chevalier de la Légion d'honneur, puis promu au grade d'officier le 29 mars 2013. Il est aussi chevalier de l’Ordre national du Québec depuis 2003.

## Œuvres

### Citations
- « Ceux qui s’accrochant au pouvoir après avoir été désavoués lors d’une consultation nationale et profitent de la confusion qu’ils ont créée pour tenter de se rétablir appartiennent à la confrérie des politiciens habiles, désinvoltes et cyniques. »[21]

### Sources
- Les papiers personnels de Pierre-André Wiltzer sont conservés aux Archives nationales sous la cote 689AP.